# GERB

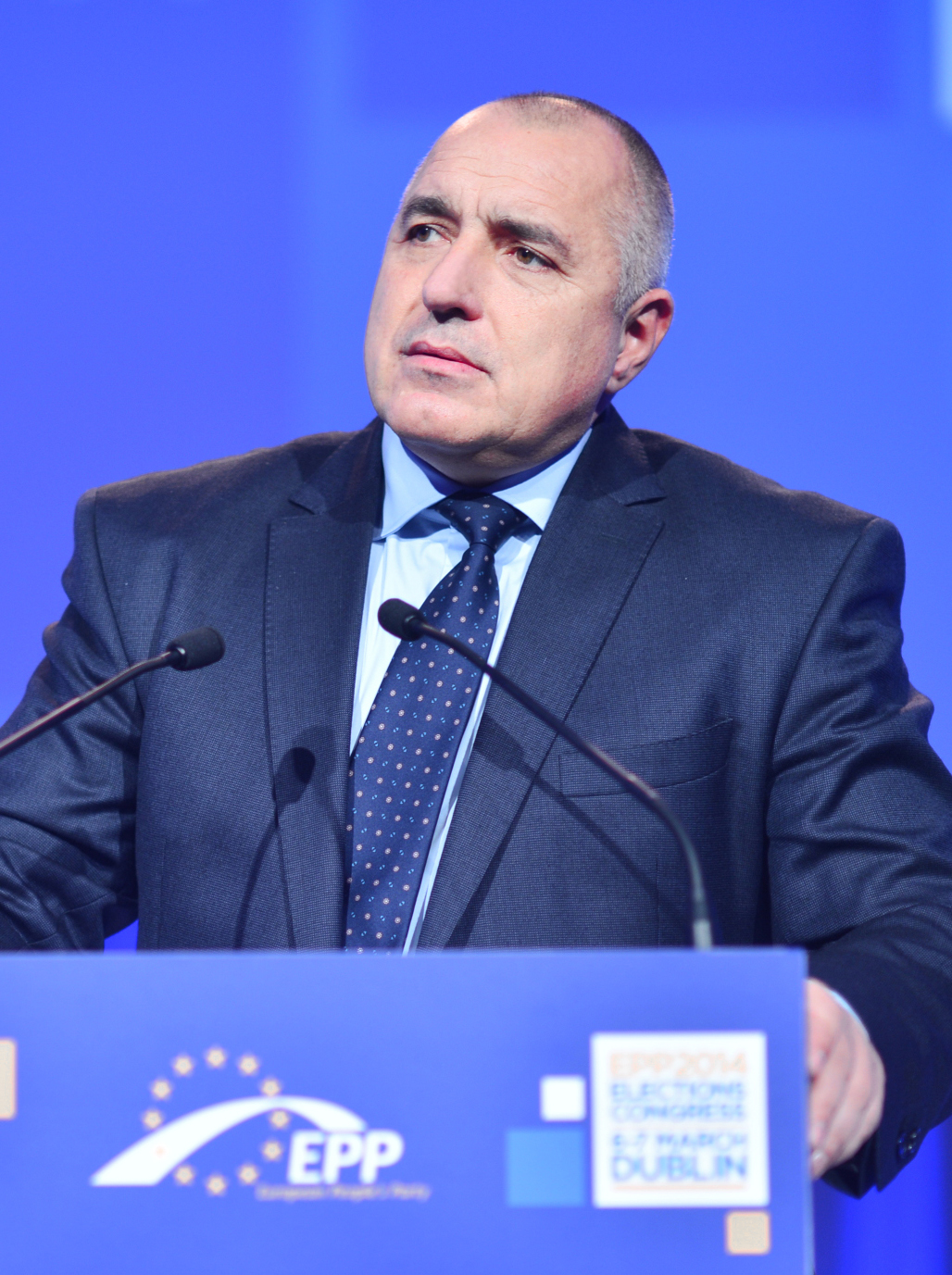
Bojko Borisow

GERB lub Obywatele na rzecz Europejskiego Rozwoju Bułgarii (bułg. ГЕРБ lub Граждани за европейско развитие на България) – bułgarska partia polityczna o profilu konserwatywnym, powstała na bazie stowarzyszenia założonego przez burmistrza Sofii Bojka Borisowa. GERB należy do Europejskiej Partii Ludowej.

## Historia

### Lata 2006–2009
Stowarzyszenie GERB zostało zarejestrowane w sofijskim sądzie rejonowym pod koniec marca 2006 jako organizacja non-profit. Jego przewodniczącym została Duszana Zdrawkowa, a jej zastępcami Krasimir Wełczew i Cwetan Cwetanow. Ostatni z nich był współpracownikiem Bojka Borisowa w okresie, gdy ten pracował w bułgarskim Ministerstwie Spraw Wewnętrznych, a także jego zastępcą w okresie kierowania stołecznym magistratem. Chociaż GERB został zarejestrowany jako stowarzyszenie, zarówno lider tego środowiska, jak i komentatorzy bułgarskiej sceny politycznej, widzieli w nim podstawę przyszłej partii prawicowej, zorientowanej na współpracę głównie ze Związkiem Sił Demokratycznych.
Partia GERB została założona 3 grudnia 2006. Jej formalnym przewodniczącym został Cwetan Cwetanow (który wcześniej zrzekł się funkcji zastępcy burmistrza Sofii z uwagi na obowiązujący zakaz łączenia tych dwóch stanowisk). Bojko Borisow oficjalnie nie wszedł w skład zarządu partii, został jednak faktycznym liderem ugrupowania. Formalne przewodnictwo w partii objął po kilku latach – 10 stycznia 2010.
W pierwszych w historii Bułgarii wyborach do Parlamentu Europejskiego przeprowadzonych 20 maja 2007 GERB wystartował samodzielnie, mając poparcie stronnictwa BZNS-NS. Głosowanie zakończyło się zwycięstwem partii, która uzyskała ponad 21,7% głosów i zdobyła 5 mandatów (tyle samo co koalicja skupiona wokół Bułgarskiej Partii Socjalistycznej).

### Lata 2009–2014
W kolejnych wyborach europarlamentarnych w 2009 GERB powtórzył sukces wyborczy sprzed dwóch lat, zdobywając 29,4% głosów, co ponownie dało partii 5 mandatów. Socjaliści zdobyli tym razem o jeden mandat mniej, w związku z czym partia Bojka Borisowa umocniła się jako pierwsza siła na bułgarskiej scenie politycznej.
Przeprowadzone miesiąc później wybory krajowe do Zgromadzenia Narodowego przyniosły zdecydowane zwycięstwo partii GERB. Ugrupowanie poparło 39,7% głosujących, co przełożyło się na 116 mandatów w 240-osobowym parlamencie. Bojko Borisow ogłosił wkrótce po głosowaniu, iż stanie na czele nowego rządu. 27 lipca 2009 mniejszościowy i monopartyjny rząd Bojka Borisowa otrzymał wotum zaufania. Poza GERB-em gabinet poparli posłowie Niebieskiej Koalicji, Porządku, Prawa i Sprawiedliwości oraz Ataki.
W 2011 kandydat ugrupowania Rosen Plewneliew zwyciężył w drugiej turze wyborów prezydenckich – w głosowaniu z 30 października 2011 otrzymał 52,6% głosów, podczas gdy jego kontrkandydat Iwajło Kałfin dostał 47,4% głosów. 20 lutego 2013 Bojko Borisow podał się dymisji. Doszło do tego po kilkunastu dniach protestów w reakcji na podwyżki cen energii elektrycznej i po skrytykowanej przez premiera interwencji policji, w wyniku której kilkanaście osób zostało rannych. 13 marca 2013 władzę przejął tymczasowy rząd Marina Rajkowa. GERB zwyciężył w przedterminowych wyborach parlamentarnych (30,5% głosów i 97 mandatów). Ugrupowanie znalazło się jednak w opozycji, a nowy rząd z Płamenem Oreszarskim na czele utworzyli socjaliści oraz Ruch na rzecz Praw i Wolności, co spotkało się z masowymi protestami.

### Lata 2014–2021
W maju 2014 GERB po raz kolejny wygrał wybory europejskie – wynik 30,4% głosów przyniósł mu 6 spośród 17 przypadających Bułgarii mandatów. W październiku tego samego roku partia zwyciężyła w przedterminowych wyborach krajowych, zdobywając blisko 32,7% głosów i 84 miejsca w Zgromadzeniu Narodowym. Po kilku tygodniach rozmów koalicyjnych podpisano umowę koalicyjną z Blokiem Reformatorskim, a także porozumienia z Alternatywą na rzecz Bułgarskiego Odrodzenia (która delegowała jednego ministra) i Frontem Patriotycznym. 7 listopada 2014 nowy gabinet Bojka Borisowa uzyskał w parlamencie wotum zaufania.
W listopadzie 2016 kandydatka partii GERB Cecka Caczewa przegrała wybory prezydenckie z Rumenem Radewem. Premier Bojko Borisow podał się wówczas do dymisji, rezygnacja jego rządu została przyjęta przez parlament 16 listopada 2016. W marcu 2017 w konsekwencji doszło do kolejnych przedterminowych wyborów. GERB zwyciężył po raz kolejny z wynikiem 33,5% głosów, co przełożyło się na 95 mandatów.
Po wyborach ugrupowanie podjęło rozmowy ze Zjednoczonymi Patriotami, skupiającymi partie narodowo-konserwatywne i nacjonalistyczne. Obie formacje w kwietniu 2017 podpisały porozumienie programowe, a następnie powołały trzeci rząd Bojka Borisowa, który rozpoczął urzędowanie 4 maja 2017.
W maju 2019 partia zwyciężyła w wyborach do Europarlamentu IX kadencji (6 mandatów). Ruch współpracował w nich ze Związkiem Sił Demokratycznych.

### Od 2021
Przed wyborami krajowymi w kwietniu 2021 współpracujące dotąd formacje zawiązały koalicję GERB-SDS, która w głosowaniu zajęła pierwsze miejsce (z wynikiem 26,2%). Partia nie była w stanie stworzyć nowego gabinetu, w konsekwencji po powołaniu rządu technicznego w maju 2021 utraciła władzę. Koalicja startowała następnie w przedterminowych wyborach w lipcu 2021 (zajmując drugie miejsce za ugrupowaniem Jest Taki Lud) oraz w listopadzie 2021 (zajmując drugie miejsce za formacją Kontynuujemy Zmianę).
Kolejne wybory z uwagi na kryzys polityczny odbywały się w październiku 2022 oraz kwietniu 2023, sojusz GERB-SDS zajmował w nich pierwsze miejsce. Po ostatnich z nich koalicja zawarła porozumienie z centrowym blokiem PP-DB celem utworzenia rządu na okres półtora roku. Pozwoliło to w czerwcu 2023 na powołanie rządu Nikołaja Denkowa z PP; ustalono nadto, że po 9 miesiącach zastąpi go Marija Gabriel z partii GERB. Zgodnie porozumieniem Nikołaj Denkow 5 marca 2024 ogłosił dymisję rządu; koalicjanci nie doszli jednak do porozumienia odnośnie do powołania nowego gabinetu, co skutkowało rozpisaniem kolejnych wyborów na czerwiec 2024. Lista GERB-SDS zajęła w nich pierwsze miejsce, jak również zwyciężyła w odbywających się w tym samym czasie wyborach europejskich. Sojusz ponownie uzyskał największe poparcie w kolejnych wyborach krajowych z października 2024.
W styczniu 2025 ruch podpisał ostatecznie porozumienie koalicyjne z socjalistami oraz formacją Jest Taki Lud, współtworząc w tymże miesiącu nowy rząd, na czele którego stanął jej działacz Rosen Żelazkow.

## Wyniki wyborów
Wybory do Zgromadzenia Narodowego
- 2009 – 39,7% głosów i 117 mandatów[8]
- 2013 – 30,5% głosów i 97 mandatów[13]
- 2014 – 32,7% głosów i 84 mandaty[15]
- 2017 – 32,7% głosów i 95 mandatów[19]
- kwiecień 2021 – 26,2% głosów i 75 mandatów (koalicja GERB-SDS)[23]
- lipiec 2021 – 23,5% głosów i 63 mandaty (koalicja GERB-SDS)[25]
- listopad 2021 – 22,7% głosów i 59 mandatów (koalicja GERB-SDS)[26]
- 2022 – 25,3% głosów i 67 mandatów (koalicja GERB-SDS)[27]
- 2023 – 26,5% głosów i 69 mandatów (koalicja GERB-SDS)[28]
- czerwiec 2024 – 24,7% głosów i 68 mandatów (koalicja GERB-SDS)[33]
- październik 2024 – 26,4% głosów i 66 mandatów (koalicja GERB-SDS)[37][28][38]

Wybory do Parlamentu Europejskiego
- 2007 – 21,7% głosów i 5 mandatów[6]
- 2009 – 29,4% głosów i 5 mandatów[7]
- 2014 – 30,4% głosów i 6 mandatów[14]
- 2019 – 31,1% głosów i 6 mandatów[22]
- 2024 – 23,5% głosów i 5 mandatów (koalicja GERB-SDS)[34][39]

## Program
Stosownie do programu politycznego, zaprezentowanego przed wyborami parlamentarnymi w 2009, podstawowym zadaniem stało się wyprowadzenie państwa z kryzysu finansowego i gospodarczego. GERB postawił przed sobą za cel odzyskanie zaufania Komisji Europejskiej do Bułgarii, a także usprawnienie systemu wdrażania funduszy europejskich. Politycy GERB deklarowali działania na rzecz pobudzenia produkcji rolniczej przy pomocy unijnych subsydiów, rozwoju biznesu poprzez wprowadzenie ulg podatkowych oraz zmniejszenia bezrobocia wśród młodych Bułgarów poprzez ułatwianie przekwalifikowania się i stwarzanie warunków do współpracy między przedsiębiorcami i studentami.